# Agathis pumila
Agathis pumila är en stekelart som först beskrevs av Julius Theodor Christian Ratzeburg 1844.  Agathis pumila ingår i släktet Agathis och familjen bracksteklar. Inga underarter finns listade i Catalogue of Life.